# Seznam jezer ve Finsku
Finská jezera (finsky jezero - järvi). Tabulka obsahuje přehled přírodních jezer ve Finsku s plochou přes 200 km² (bez finských přehrad), řazených podle rozlohy. Hodnoty jsou zaokrouhlené na celá čísla. Jezera Saimaa a Iso-Kalla jsou započítána včetně přirozeně připojených jezer.

## Seznam
| jezero     | provincie                                                | rozloha (km²) | poloha (m n. m.) | hloubka (m) | odtok              | počet ostrovů |
| ---------- | -------------------------------------------------------- | ------------- | ---------------- | ----------- | ------------------ | ------------- |
| Saimaa     | Severní Savo, Jižní Savo, Jižní Karélie, Severní Karélie | 4377,05       | 75,7             | 82          | Vuoksi             | 12938         |
| Päijänne   | Päijät-Häme, Střední Finsko                              | 1080,63       | 78,3             | 93          | Kymijoki           | 1886          |
| Inari      | Laponsko                                                 | 1040,28       | 119,0            | 94          | Paatsjoki          | 3318          |
| Iso-Kalla  | Jižní Savo, Severní Savo                                 | 898,00        | 82,0             | 90          | Karvionkoski       | 2927          |
| Oulujärvi  | Kainuu                                                   | 928,09        | 122,7            | 38          | Oulujoki           | 665           |
| Pielinen   | Severní Karélie                                          | 894,21        | 93,7             | 48          | Pielisjoki         | 1259          |
| Keitele    | Střední Finsko                                           | 493,59        | 99,5             | 66          |                    | 836           |
| Puula      | Jižní Savo                                               | 330,76        | 94,7             | 60          | Kissakosken kanava | 1434          |
| Höytiäinen | Severní Karélie                                          | 282,64        | 87,3             | 50          | Höytiäisen kanava  | 575           |
| Näsijärvi  | Pirkanmaa                                                | 256,12        | 95,4             | 63          | Tammerkoski        | 598           |
| Kitkajärvi | Laponsko, Severní Pohjanmaa                              | 285,81        | 240,4            | 40          | Kitkajoki          | 372           |
| Kemijärvi  | Laponsko                                                 | 230,91        | 148,8            | 24          | Kemijoki           | 335           |
| Juojärvi   | Jižní Savo                                               | 219,54        | 101,0            | 44          |                    | 738           |
| Pyhäjärvi  | Jižní Karélie, Severní Karélie                           | 206,79        | 79,6             | 27          | Puhoksenkoski      | 365           |